# Amerikanisches Mastodon
Das Amerikanische Mastodon (Mammut americanum) ist eine Art aus der ausgestorbenen Gattung Mammut, die wiederum zur Verwandtschaftsgruppe der Mammutiden (Mammutidae) innerhalb der Rüsseltiere gehört. Ungeachtet ihres wissenschaftlichen Namens ist die Gattung Mammut und damit auch das Amerikanische Mastodon nicht näher mit den Mammuten (Mammuthus) aus der Familie der Elefanten (Elephantidae) verwandt. Erstmals beschrieben wurde die Art von Robert Kerr 1792 mit der wissenschaftlichen Bezeichnung Elephas americanus. Im Jahr 2019 wurde die westliche Population als eigenständige Art unter der Bezeichnung Mammut pacificus abgetrennt. Das Amerikanische Mastodon lebte vom frühen Pliozän bis zum Beginn des Holozäns in Nordamerika. 
Originalskelette von Amerikanischen Mastodonten sind in zahlreichen Museen, u. a. im Naturmuseum Senckenberg in Frankfurt am Main, ausgestellt.

## Verbreitung
Die Gattung Mammut war vom frühen Miozän bis zum Beginn des Pleistozän in Eurasien und Afrika verbreitet und trat etwa ab dem mittleren Miozän in Nordamerika auf. Hier bildete sich das Amerikanische Mastodon (Mammut americanum), das bis zum Eintreffen der ersten Menschen überlebt hatte und erst am Beginn des Holozän vor 9000 bis 12.000 Jahren ausstarb. Einer der jüngeren Funde ist das Overmyer mastodon aus Indiana, welches ein radiometrisches Alter von 10.032 Jahre vor heute aufweist. Diese Rüsseltierart bewohnte fast den gesamten nordamerikanischen Kontinent und wurde überall zwischen Alaska und Mexiko gefunden. Ihr bisher südlichstes Auftreten ist ein isolierter Fund aus Honduras. Besonders häufig kam das Amerikanische Mastodon allerdings an der Ostküste und im Gebiet der Großen Seen vor, vermutlich weil ihm waldige Lebensräume mehr zusagten als die Grasgebiete des Westens. Im westlichen Teil des Kontinentes wurde die Art durch das zeitgleich auftretende Mammut pacificus ersetzt.  Nachgewiesen ist die Form dort vor allem im heutigen Kalifornien, einige Funde stammen auch aus dem südlichen Idaho.
Genetische Untersuchungen an 35 Individuen aus dem gesamten Verbreitungsgebiet erbrachten ein differenziertes Verwandtschaftsverhältnis. Es ließen sich insgesamt fünf bis sechs größere Kladen unterscheiden, die nach ihrer jeweiligen Verbreitung benannt wurden. Zuerst trennte sich „Klade M“ (Mexiko) im Übergang vom Pliozän zum Pleistozän vor rund 2,56 Millionen Jahren ab, gefolgt von „Klade A“ (Alaska) und „Klade N“ (Neuschottland) im Altpleistozän sowie „Klade L“ (Alberta/Missouri), „Klade G“ (Große Seen) und „Klade Y“ (Yukon) im Mittelpleistozän. Dies war der letzte größere Split vor etwa 203.000 Jahren. Auffällig ist, dass sich mehrere Gruppen im nördlichen Nordamerika zeitlich unabhängig voneinander etablierten („Klade A“ und „Y“), ebenso wie sich einige Tiere aus Alberta auf mehrere Gruppen aufteilten („Klade M“, „L“, „Y“). Dies kann mit sich wiederholenden Ausbreitungswellen erklärt werden. Hierbei wurde der Norden des Kontinentes wahrscheinlich mehrfach erreicht, möglicherweise hauptsächlich zu verschiedenen Warmzeitphasen, als kein Eisschild als Migrationsbarriere zwischen dem Nord- und Südteil Nordamerikas ausgebildet war. Die geringe genetische Variabilität der nördlichen Populationen lässt annehmen, dass diese lokal während der Kaltzeitphasen jeweils ausstarben. Die diverse Verwandtschaft der Tiere aus Alberta könnte damit erklärt werden, dass die Region einen wichtigen Wanderungskorridor während der Aufbau- und Schmelzphasen der beiden großen nordamerikanischen Eisschilde (Laurentinischer Eisschild und Kordilleren-Eisschild) in den Kaltzeitabschnitten darstellte.

## Aussehen

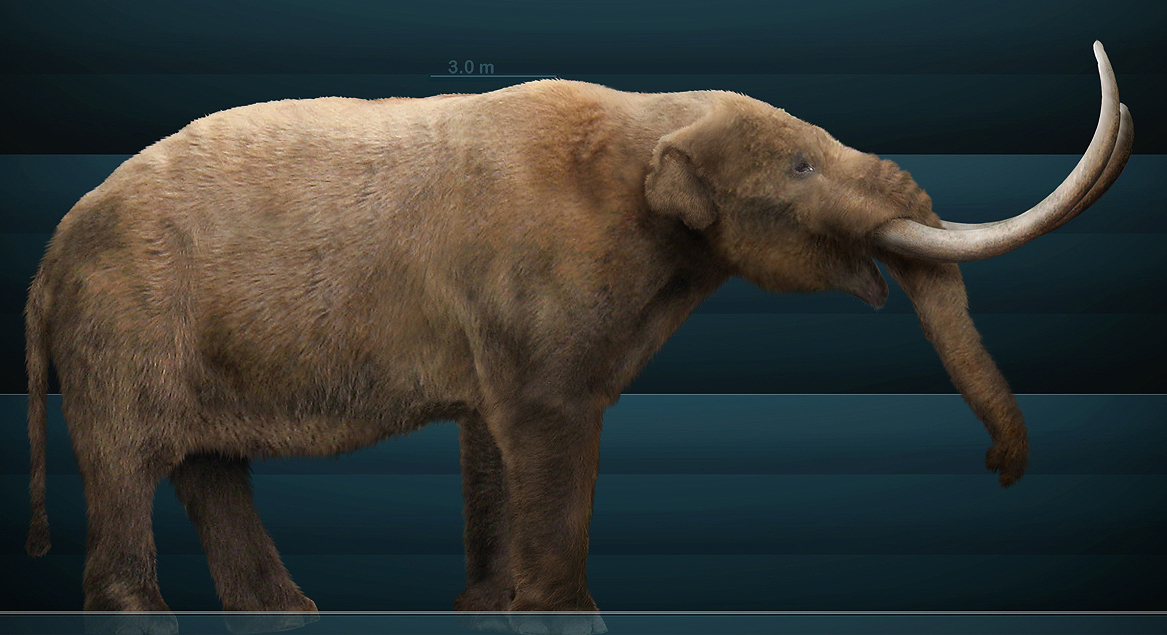
Lebendrekonstruktion eines Amerikanischen Mastodons

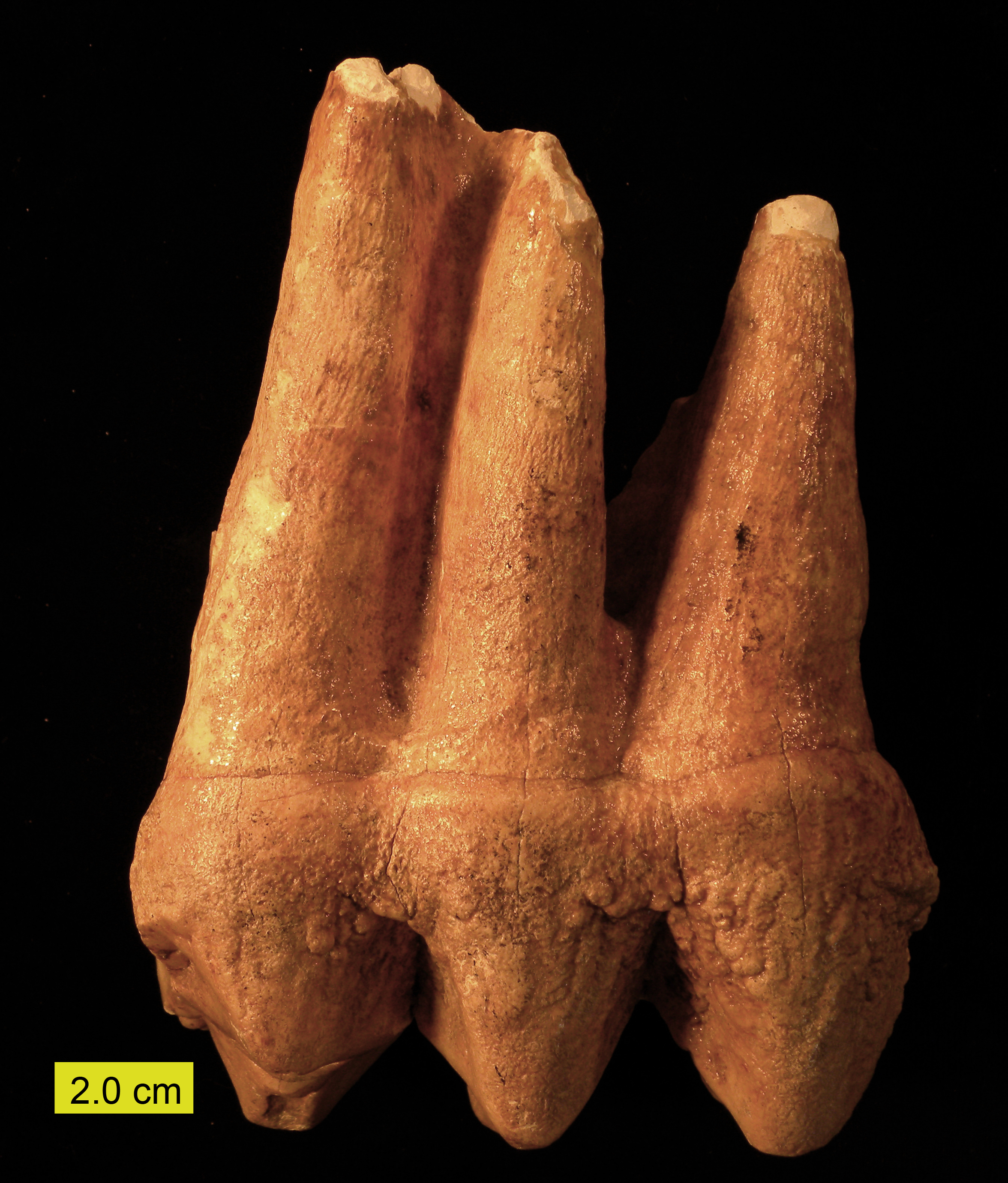
Zahn, Seitenansicht

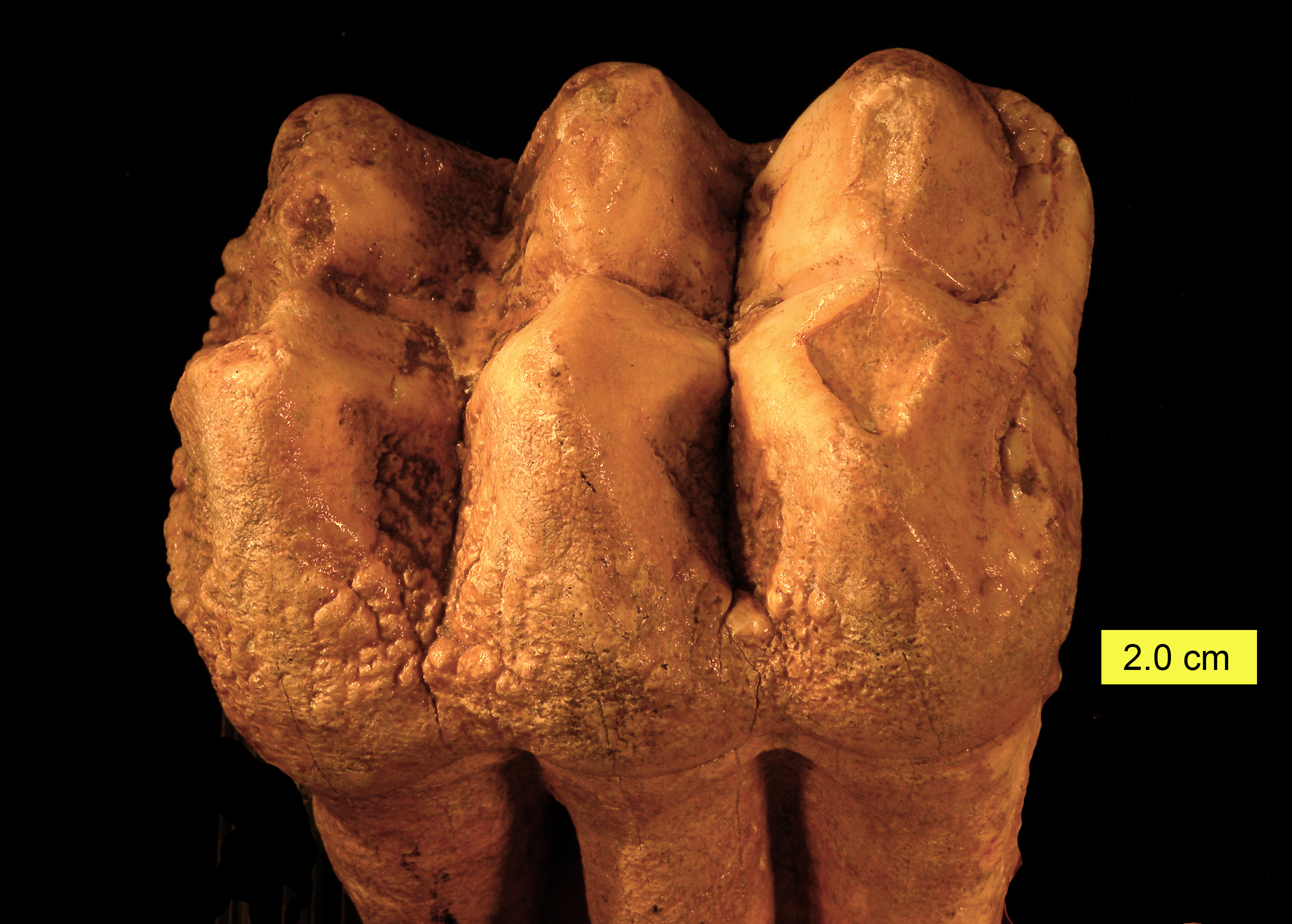
Zahn, Ansicht der Kauoberfläche

Im Habitus unterschied sich das Amerikanische Mastodon deutlich von den Mammuts, die zur selben Zeit im gleichen Gebiet lebten. Es war mit 2,7 bis 3,4 m Schulterhöhe deutlich niedriger als diese, dafür aber länger (bis 4,5 m) und stämmiger. Dadurch konnte es ein Gewicht von 6,5 bis 9 t erreichen, was etwa dem eines Mammuts entsprach. Die Stoßzähne waren etwas nach oben gebogen. Das wichtigste Merkmal des Amerikanischen Mastodons waren aber seine urtümlichen Zähne. Im Gegensatz zu Mammuts und Elefanten hatte es die typischen Zähne der ursprünglichen Mammutiden. Sie waren mit ihren kegelförmigen Spitzen hervorragend geeignet, um Äste und Blätter zu zerquetschen, aber größere Mengen an Gras konnte das Tier damit nicht zerkleinern. Womöglich besaß das Amerikanische Mastodon ein Fell, seltene Funde von Haaren sind von der Milwaukee Mastodont Site nahe Milwaukee im US-amerikanischen Bundesstaat Wisconsin überliefert, die zusammen mit Hautresten an einigen Schädelfragmenten hafteten.

## Lebensweise
Wie schon sein Zahnbau verrät, war das Amerikanische Mastodon ein Laub- und Zweigfresser, der sowohl Äste als auch Blätter und Nadeln fraß. Diese Annahme wird durch Funde einiger Zähne erhärtet, an denen sich Reste von Koniferenzweigen befanden. Daneben wurden auch Sumpfpflanzen, wie Nixenkräuter, Laichkrautgewächse oder Seerosen und Moose zwischen den Zähnen gefunden. Fossilisierte Magen- und Darminhalte, so u. a. vom Burning Tree mastodon aus Ohio und vom Heisler mastodon aus Michigan, enthielten ebenfalls Reste von Blättern oder Nadeln sowie von Zweigen und Früchten, so etwa von Fichten, Birken, Weiden, Eschen und Kiefern, darüber hinaus auch verschiedene Gräser wie Seggen und Schwaden oder Kräuter, beispielsweise Laichkräuter und Fieberklee. Eher als „Beifang“ verschluckten die Tiere wohl auch Pilze und Wirbellose. Die Dungreste eines rund 75.000 Jahre alten Kadavers aus East Milford in Nova Scotia erbrachten einen Großteil an Fichtennadeln und Birkensamen, was sich mit den anderen Analysen deckt. Zusätzliche Pollenreste sprechen für ein waldreiches Biotop unter kaltgemäßigten Klimabedingungen. Aufgrund dieser Befunde und auch wegen der vermehrten Anzahl von Fossilien im feuchten Osten des nordamerikanischen Kontinents geht man davon aus, dass das Amerikanische Mastodon vor allem ein Waldbewohner war und die offenen Prärien den Mammuts überlassen hat. Dennoch legt sein großes Verbreitungsgebiet nahe, dass es sich um ein sehr anpassungsfähiges Tier gehandelt haben musste, das wohl auch in Savannen und Waldsteppen zurechtkam. Da in Nordamerika zur Zeit des Amerikanischen Mastodons mächtige Raubtiere wie Kurznasenbären, Säbelzahnkatzen und Löwen jagten, wird es wohl in Herden gelebt haben, schon allein, um die Kälber besser verteidigen zu können. Möglicherweise lebte es ähnlich wie heutige Elefanten.

## Aussterben
Das Amerikanische Mastodon war eine höchst erfolgreiche Tierart, die Millionen von Jahren überlebte. Es widerstand selbst der Konkurrenz durch die später eingewanderten Mammuts und lebte lange Zeit erfolgreich neben ihnen. Als die letzte Kaltzeit zu Ende ging, starb es wie viele andere große Tierarten aus. Zu den Gründen für das Aussterben bestehen verschiedene Theorien.
Zur Zeit des Aussterbens tauchten die ersten Menschen in Amerika auf und es gibt Belege, die darauf hinweisen, dass sie dem Mastodon nachgestellt haben. In der Rippe eines Amerikanischen Mastodons, das 1977 auf der Halbinsel Olympic im Bundesstaat Washington entdeckt wurde, steckt eine knöcherne Speerspitze. Das Tier hat diesen Angriff zunächst überlebt, was daran zu erkennen ist, dass die Verletzung heilen konnte, wurde aber später dennoch von Menschen getötet. Das Alter seiner Knochen wird auf etwa 14.000 Jahre geschätzt. Wenige tausend Jahre später war die Art in ganz Nordamerika ausgestorben. Dies deutet darauf hin, dass die Menschen das Amerikanische Mastodon zusammen mit vielen anderen Großtierarten durch zu starke Bejagung ausgerottet haben könnten (Overkill-Hypothese).
Eine andere mögliche Ursache könnte der Klimawandel am Ende des Pleistozäns gewesen sein. In einer Untersuchung werden die tiefgreifenden Klimaveränderungen als Hauptursache genannt, jedoch nur für eine separierte Region in Alaska. Als vor etwa 70.000 Jahren die dortigen Wälder durch Tundrabedeckung abgelöst wurden, an welche das Amerikanische Mastodon wahrscheinlich nicht angepasst war, könnte dies zu seinem Aussterben beigetragen haben. Dieses Ereignis fällt zeitlich nicht mit der diskutierten Aussterbewelle vor etwa 10.000 Jahren im südlicheren Nordamerika zusammen.
Andere weisen darauf hin, dass durch den Menschen bzw. ihm folgende Tiere oder Haustiere Krankheitserreger eingeschleppt worden sein könnten. Die Populationen der Großtiere, die sich wegen ihrer langen Generationszeiten an den Wandel nicht rasch genug anpassen konnten, wurden dadurch zusätzlich geschwächt. Eine Tuberkulose-Epidemie wird als mögliche Ursache für das Aussterben erwogen. Von 113 untersuchten Exemplaren zeigten 59 an ihren Beinknochen Befunde, wie sie für Tuberkulose typisch sind. Dies deutet auf einen hohen Anteil an infizierten Tieren hin. Möglicherweise lebten die Amerikanischen Mastodonten über Jahrtausende mit dieser Krankheit, die demnach vielleicht nicht die alleinige Ursache für ihr Verschwinden sein muss. Manche Forscher vermuten, dass die Krankheit über viele Generationen chronisch verlief, bis die Belastung in Kombination mit weiterem Stress infolge der Klimaverschlechterung und der Bejagung durch den eingewanderten eiszeitlichen Menschen überhandnahm.